# Clapham North (métro de Londres)
Clapham North (en anglais : Clapham North Underground Station), est une station de la Northern line, branche de Morden, du métro de Londres, en zone Travelcard 2. Elle est située sur la Clapham High Steet, à Clapham, sur le territoire du borough londonien de Lambeth.

## Situation sur le réseau
La station Clapham North est établie, sur la branche de Morden de la Northern line, entre les stations Stockwell et Clapham Common. Elle est en zone Travelcard 2.

## Histoire
La station due à l'architecte T. P. Figgis (en), alors dénommée Clapham Road, est mise en service le 3 juin 1900.
. En 1920, le bâtiment, notamment sa façade, est remanié dans le style Art Deco par Charles Holden. Le 13 septembre 1926 elle est renommée Clapham North lors de l'extension de la Northern line jusqu'à Morden.

## Services aux voyageurs

### Accès et accueil
La station est située sur Bedford Road à l'angle avec Clapham High Street. Le week-end la station est ouverte 24/24.
Clapham North et Clapham Common sont les seules stations du réseau qui ont conservé un quai central étroit, mesurant seulement 3,7m de largeur.

### Desserte

Installations et desserte
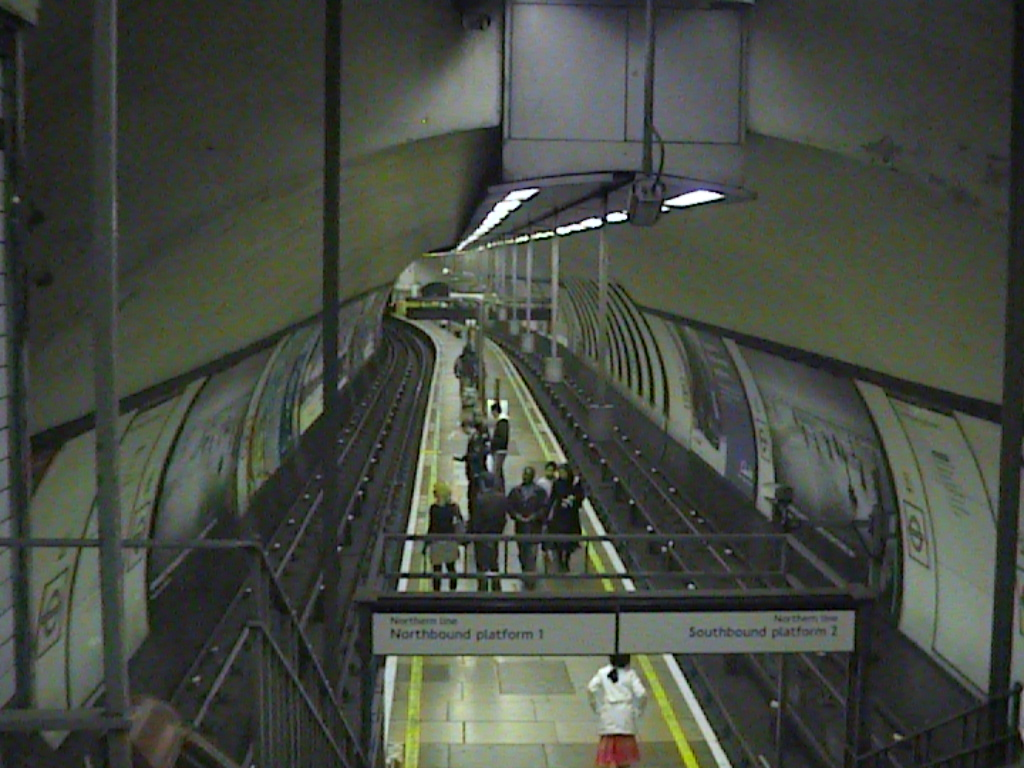
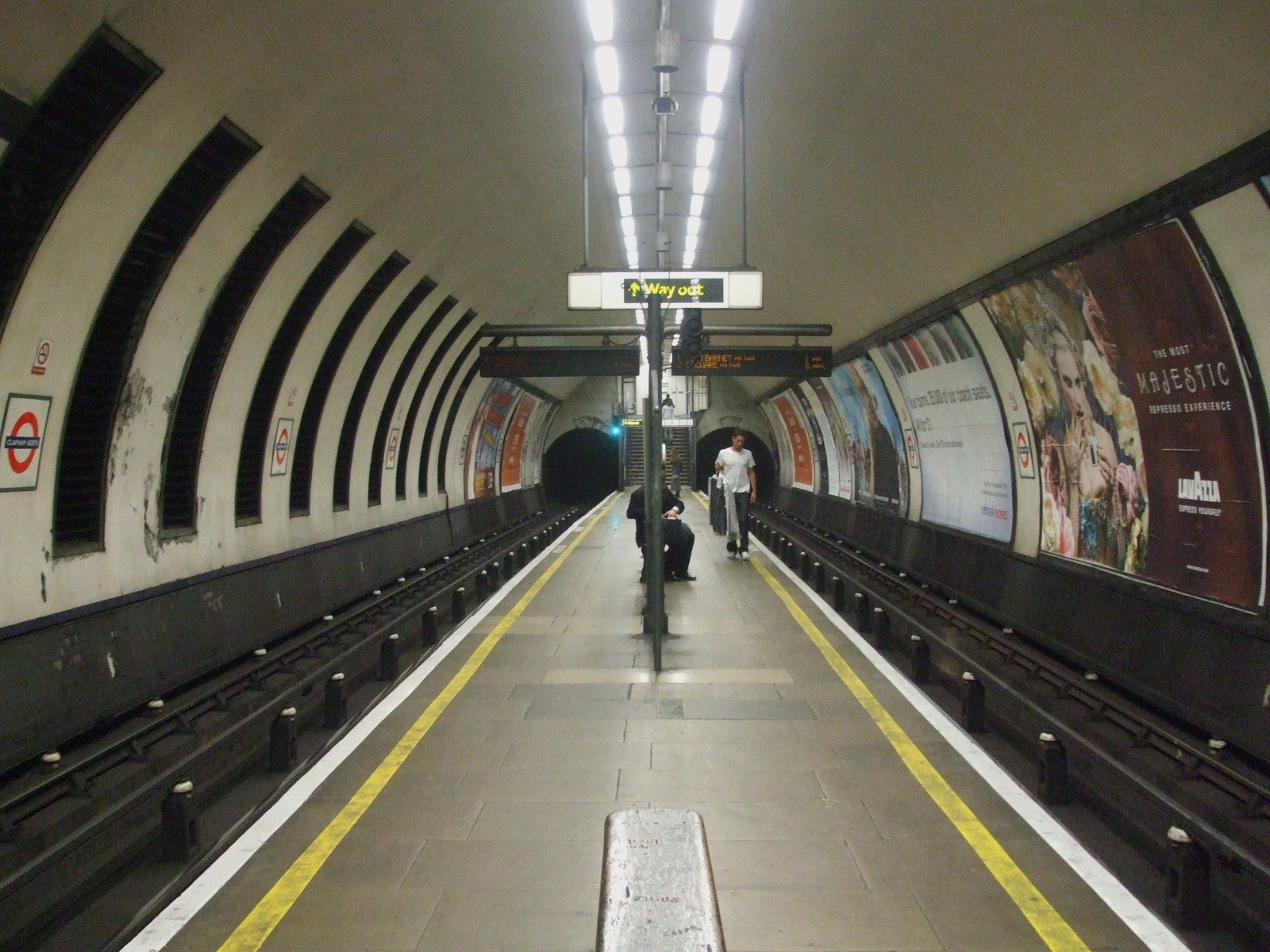
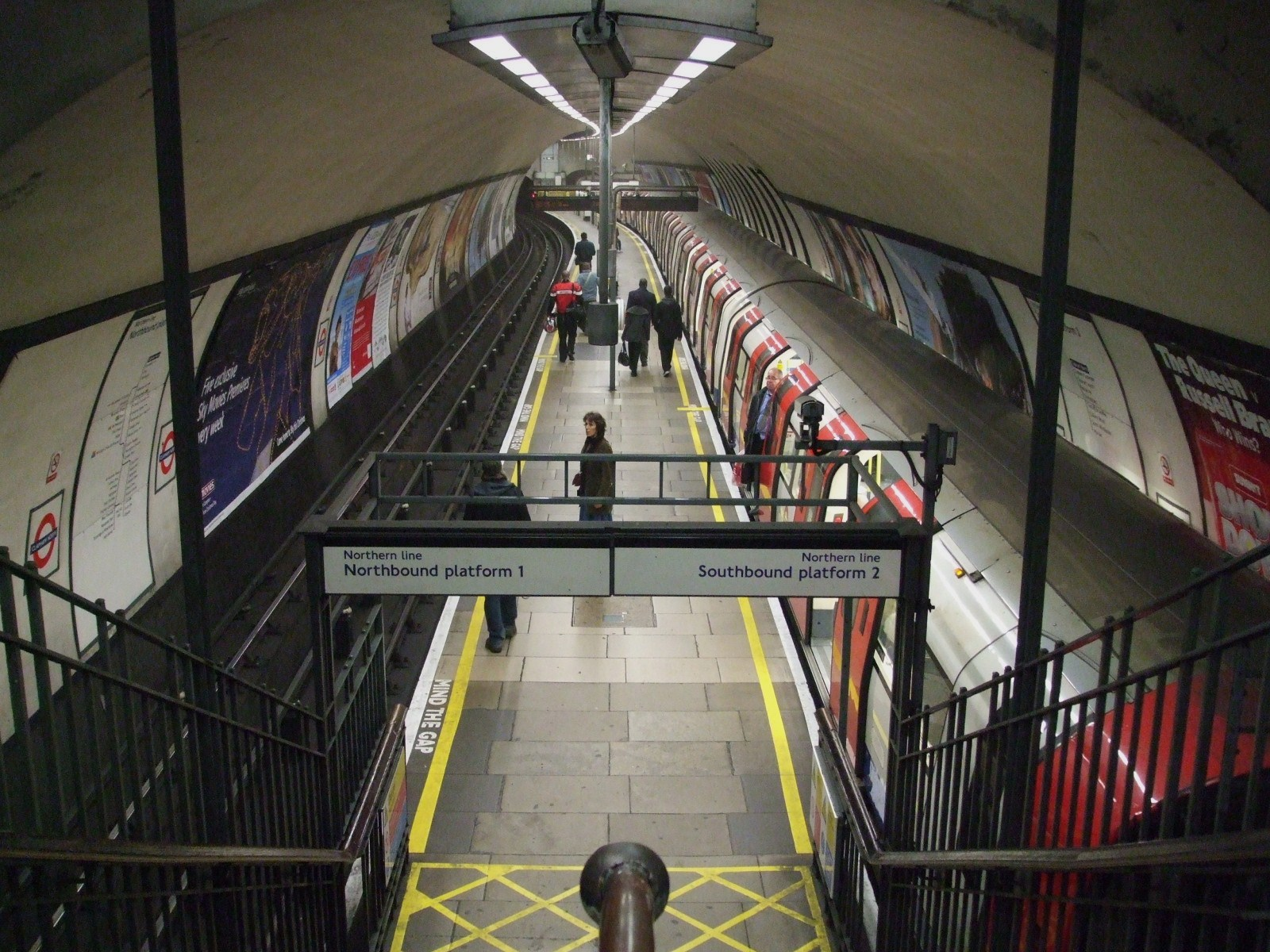

### Intermodalité
La station est à courte distance, 3 minutes de marche, de la gare de Clapham High Street (en) desservie par le London Overground, mais il n'y a pas de correspondance directe entre les deux stations.
Elle est desservie par les lignes de bus : 50 (Croydon Town Centre - Stockwell) service 24/7, 88 (Parliament Hill Fields - Clapham Common) service 24/7, 155 (Elephant & Castle - Tooting St George's Hospital), 322 (Clapham Common - Crystal Palace), 345 (Peckham - South Kensington) service 24/7 , P5 (Elephant & Castle - Nine Elms ), et N155 (Morden - Aldwych) service de nuit.

## À proximité
- Clapham